# 瀬野さくら
瀬野 さくら（せの さくら、1980年 - ）は日本のムービーカメラマン、写真家。
米国に留学し、Temple University SCAT Film majorを卒業。
現在、TVCMやミュージックビデオを中心に、映像撮影を行う。

## 経歴
- 1980年、東京都生まれ。
- 2002年、テンプル大学 SCAT映画学科卒業。

## 主な作品

### MUSIC VIDEO
- 夜の本気ダンス -“B!tch”
- WORLD ORDER - “LAST DANCE”
- nicoten - “Day trade”
- MONICA URANGLASS - “XTREME TRANSPORTER”
- unnatural - “only human”

### 映画
- 花びらと指輪 (2012) - 製作／脚本／編集／監督：中里洋一
- Shikasha (2010) - 監督：平林勇
- Flannel Pajamas (2006) - Director : Jeff Lipsky

### WEB CM
- ソフトバンク 『 DAWN OF THE SoftBank』(2014)
- ほぼ日手帳2010